# Янков, Венцеслав
Венцеслав Янков (болг. Венцеслав Янков, фр. Ventsislav Yankoff; 24 марта 1926 года, София — 8 января 2022, Париж) — французский пианист болгарского происхождения.

## Биография
Начал учиться музыке под руководством видного болгарского педагога Панки Пелишек. В 1937 году как особо одарённый подросток получил стипендию Министерства образования Болгарии и был направлен на учёбу в Берлин, к Карлу Мартинссену. Окончил Берлинскую музыкальную академию в 1942 году, после чего частным образом ещё некоторое время занимался у Вильгельма Кемпфа. Кроме того, прошёл мастер-класс Эдвина Фишера в Люцерне. В 1946 году переехал в Париж, где учился у Маргерит Лонг и в 1949 году разделил с Альдо Чикколини первую премию на учреждённом Лонг Международном конкурсе пианистов и скрипачей.
С этой победы началась гастрольная практика Янкова по всему миру, включая Австралию с Новой Зеландией и Северную Африку. Выступал с такими известными дирижёрами, как О.Йохум, Х.Кнаппертсбуш, Х.Шмидт-Иссерштедт, К.Шурихт, Э.Ансерме, А.Боулт, Р.Кубелик, А.Клюитанс, Ж.Мартинон.
В связи с гастролями Янкова в СССР в 1966 году Софья Хентова отмечала:

Разносторонняя, основательная выучка ощутима в игре Янкова. Отсюда — свободная ориентировка в стилях, обширный репертуар и уверенное распоряжение ресурсами фортепиано: выверенное туше, точные приёмы крупной и мелкой техники, необычайно отчётливая «дикция» пальцев. Во всём, что делает Янков-пианист, чувствуется артист с богатой концертной практикой и качествами, которые принято называть «хорошей фортепианной школой».

Среди записей Янкова — концерты Бетховена, Брамса, Чайковского.
В 1960 году Янков стал профессором частной консерватории, основанной в Париже всё той же Маргерит Лонг, а с 1977 по 1991 годы был профессором Парижской консерватории.

## Избранная дискография
- Л. Бетховен. Концерт № 3 для фортепиано с оркестром;

П. Чайковский. Концерт № 1 для фортепиано с оркестром (1957)
- Й. Брамс. Концерт № 1 для фортепиано с оркестром (1958)[6]
- Ф. Шопен. Соната № 2; мазурки, этюд, Фантазия-экспромт, вальсы (1961)[7]

## Награды
- 2002 — орден «Стара планина» 1-й степени